# 하나대투증권 MSL 2010

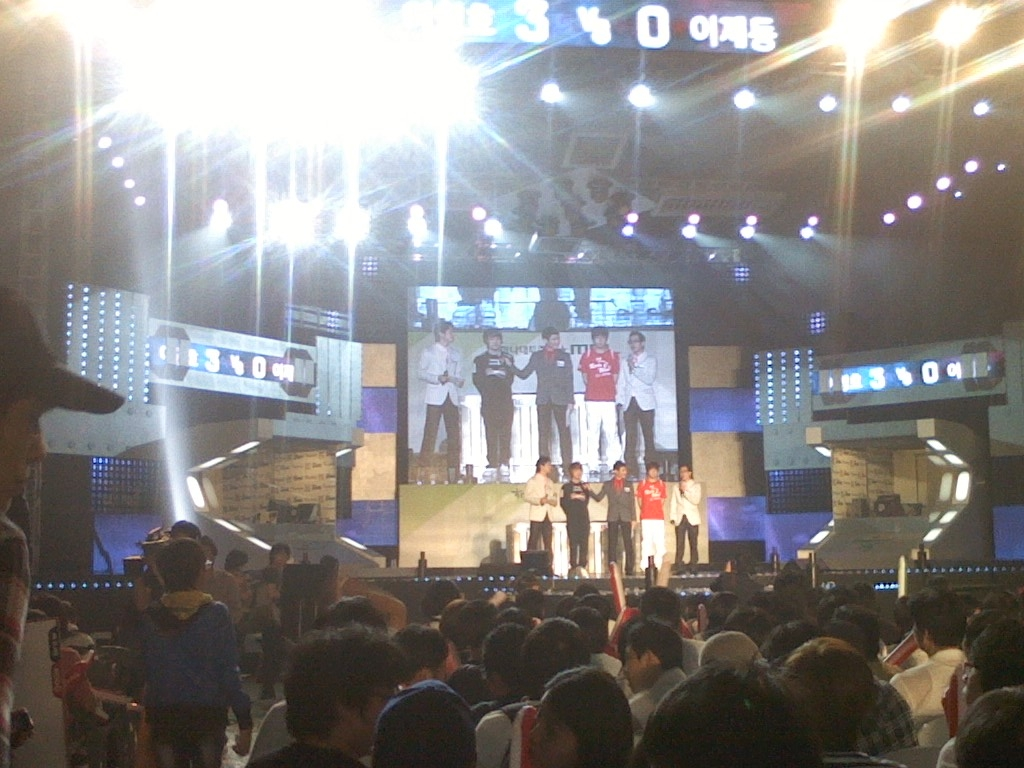
하나대투증권 MSL 2010 결승전

하나대투증권 MSL 2010 (Hana Daetoo Securities MSL 2010, 하나대투증권 MSL, 하나대투 MSL)은 19차 MSL이며 KPGA 투어까지 포함하면 27번째 MSL이다. MSL 두 번째로 조지명식을 스폰서 없이 치렀다.

## 리그기간
- 2010년 4월 1일 ~ 2010년 5월 29일

## 대회 개요
- 스폰서 캐치프레이즈: 하나로 더크게

## 후원
하나대투증권 장승철 사장은 “금번 MSL의 후원은 ‘변화를 넘어선 아름다운 열정’이라는 하나금융그룹의 모토처럼 최고의 열정을 가지고 언제나 변화와 새로운 시도에 앞장서는 e스포츠와 하나대투증권의 이미지 일체화를 통해 넘버원 일류 금융기업으로써의 면모를 보여주고자 함이다”라고 소감을 밝혔다.

### 대회 방식

#### 조지명식
- MSL 출전 선수는 지난 시즌 시드권자 8인과 서바이버 토너먼트를 통해 올라온 24인 총 32명으로 구성되며, 조지명식은 프링글스 MSL 시즌 1부터 적용된 스틸 드래프트 방식으로 진행한다. 하지만 NATE MSL에서 진행됐던 변경된 스틸 드래프트 방식을 폐지하고 기존의 드래프트 방식으로 돌아갔다. 이로써 순위 9~32위의 선수는 시드권자에 의한 자유로운 조 이동이 가능해졌다. 순위 32위부터 9위까지의 선수는 대진표에 원하는 자리에 자신의 이름표를 붙이고 1번 시드인 이제동은 최대 3번, 2번 시드인 이영호는 최대 2번, 그 밑 3번~8번 시드는 최대 1번의 대진표를 바꿀 수 있게 된다.

- 지난 시즌 MSL 우승자이자 1번 시드인 이제동은 '중간 지명권'이 폐지되고 자신의 차례에서 최대 세 번 대진표를 바꿀 수 있다. 또한 2번 시드인 이영호는 최대 2번의 대진표 변경이 가능하다. 조지명 순서는 시드권자는 시드권 순위로 나머지 24인은 MSL성적과 MSL 진출횟수, MBC게임 개인리그 다승/승률, KeSPA 랭킹을 토대로 결정한다.

- 조지명순서 <시드별 지명권한>
  - 17~32번 시드- 빈 자리 중 자신의 자리 선택
  - 9~16번 시드 - 자신의 상대만 1회 변경 가능
  - 8~3번 시드- 대진표를 최대 한 번 변경 가능
  - 2번 시드- 대진표를 최대 두 번 변경 가능
  - 1번 시드- 대진표를 최대 세 번 변경 가능

### 대회 일정
- 조지명식 : 2010년 3월 25일
- 32강 : 2010년 4월 1일 ~ 2010년 4월 8일 (2개조 경기)
- 16강 : 2010년 4월 15일 ~ 2010년 4월 24일 (매주 목요일 오후 6시 30분, 토요일 오후 5시 진행)
- 8강 : 2010년 4월 29일 ~ 2010년 5월 8일
- 4강 : 2010년 5월 13일 ~ 2010년 5월 20일
- 결승전 : 2010년 5월 29일

### 상금
- 우승 - 5000만원
- 준우승 - 2000만원
- 3위,4위-500만원
- 32강에 진출한 모든 선수를 차등 지급한다.

### 경기장
- 본선 : 문래동 Loox 히어로 센터
- 결승전 : 고려대학교 화정체육관

## 맵
- 트라이애슬론 (3인용) : '철인 3종 경기'를 뜻하며 고난위도의 멀티테스킹과 다양한 능력치를 요구하는 맵이라는 점에서 착안해 지어진 이름이다, 공식맵 최초로 클로킹 에그가 사용된 맵이며 얼티메이텀 맵을 대체하게 된다.
- 오드아이 2 (2인용) : 기존 오드아이를 수정한 버전으로 2010 서바이버 S1에서 사용되었다.
- 프로리그 맵 중에서는 투혼과 매치포인트가 사용된다.

## 리그 BGM
- 오프닝 : Daft Punk - Harder, Better, Faster, Stronger
- 오프닝멘트 : Letter Kills - Radio Up
- 선수소개 : Summerlin - I've Got A Future And You're Not it in
- 경기 시작 전 : Bullet For My Valentine - The Last Fight
- 경기 후 : Paramore - Brick By Boring Brick
- 조별 경기 결과 및 대진표 : Boys Like Girls - The Shot Heard 'Round World
- 조지명식 클로징 멘트 : Daughtry - What I Meant To Say
- 클로징멘트 : Earth, wind & fire - Fantasy
- 결승 포토타임 및 LSM : The Last Goodnight - Pictures Of You

## 서바이버 토너먼트
- 원데이 듀얼방식으로 치러지며, 24명이 진출하였다.

| 1조    | 1조    | 2조    | 2조    | 3조    | 3조    | 4조    | 4조    | 5조    | 5조    | 6조    | 6조    |
| ------ | ------ | ------ | ------ | ------ | ------ | ------ | ------ | ------ | ------ | ------ | ------ |
| 염보성 | 허영무 | 김명운 | 박재혁 | 차명환 | 박성준 | 신동원 | 전상욱 | 박명수 | 정종현 | 박세정 | 김성대 |
| 7조    | 7조    | 8조    | 8조    | 9조    | 9조    | 10조   | 10조   | 11조   | 11조   | 12조   | 12조   |
| 김택용 | 전태양 | 정명훈 | 윤용태 | 진영화 | 박성균 | 송병구 | 고석현 | 김윤중 | 구성훈 | 김윤환 | 김재춘 |

## 32강
스틸 드래프트 방식으로 지명되었으며, 원데이 듀얼 방식으로 진행된다.
| 조  | 1경기  | 1경기  | 2경기  | 2경기  | 승자전 | 승자전 | 패자전 | 패자전 | 최종전 | 최종전 |
| A조 | 이제동 | 전태양 | 박재혁 | 박성준 | 전태양 | 박성준 | 이제동 | 박재혁 | 박성준 | 이제동 |
| B조 | 이영호 | 전상욱 | 고석현 | 김성대 | 전상욱 | 김성대 | 이영호 | 고석현 | 이영호 | 김성대 |
| C조 | 한상봉 | 정명훈 | 박성균 | 염보성 | 한상봉 | 염보성 | 정명훈 | 박성균 | 한상봉 | 정명훈 |
| D조 | 김구현 | 차명환 | 구성훈 | 박명수 | 차명환 | 구성훈 | 김구현 | 박명수 | 구성훈 | 김구현 |
| E조 | 도재욱 | 정종현 | 신동원 | 송병구 | 신동원 | 도재욱 | 정종현 | 송병구 | 도재욱 | 정종현 |
| F조 | 진영수 | 김재춘 | 김명운 | 허영무 | 진영수 | 김명운 | 김재춘 | 허영무 | 김명운 | 허영무 |
| G조 | 이재호 | 박세정 | 김윤환 | 윤용태 | 박세정 | 김윤환 | 이재호 | 윤용태 | 박세정 | 윤용태 |
| H조 | 김대엽 | 김윤중 | 진영화 | 김택용 | 김윤중 | 김택용 | 김대엽 | 진영화 | 김택용 | 진영화 |

## 16강 ~
- 8강부턴 KeSPA 랭킹에 의한 재배치가 이루어졌으므로 편의에 따라 보기 좋게 16강 조의 위치도 배정하였다.

|  | 16강전 | 16강전 |        |   | 8강전      | 8강전      |  |  | 준결승전 | 준결승전 |  |  | 결승전 | 결승전 |
|  |        |        |        |   |            |            |  |  |          |          |  |  |        |        |
|  |        |        |        |   |            |            |  |  |          |          |  |  |        |        |
|  |        |        |        |   |            |            |  |  |          |          |  |  |        |        |
|  | 진영수 | 0      |        |   |            |            |  |  |          |          |  |  |        |        |
|  | 진영수 | 0      |        |   |            |            |  |  |          |          |  |  |        |        |
|  | 이영호 | 2      |        |   |            |            |  |  |          |          |  |  |        |        |
|  | 이영호 | 2      | 이영호 | 3 |            |            |  |  |          |          |  |  |        |        |
|  |        |        | 이영호 | 3 |            |            |  |  |          |          |  |  |        |        |
|  |        | 정종현 | 1      |   |            |            |  |  |          |          |  |  |        |        |
|  | 전태양 | 정종현 | 1      | 0 |            |            |  |  |          |          |  |  |        |        |
|  | 전태양 |        |        | 0 |            |            |  |  |          |          |  |  |        |        |
|  | 정종현 | 2      |        |   |            |            |  |  |          |          |  |  |        |        |
|  | 정종현 | 2      | 이영호 | 3 |            |            |  |  |          |          |  |  |        |        |
|  |        |        | 이영호 | 3 |            |            |  |  |          |          |  |  |        |        |
|  |        | 윤용태 | 0      |   |            |            |  |  |          |          |  |  |        |        |
|  | 염보성 | 윤용태 | 0      | 1 |            |            |  |  |          |          |  |  |        |        |
|  | 염보성 |        |        | 1 |            |            |  |  |          |          |  |  |        |        |
|  | 윤용태 | 2      |        |   |            |            |  |  |          |          |  |  |        |        |
|  | 윤용태 | 2      | 윤용태 | 3 |            |            |  |  |          |          |  |  |        |        |
|  |        |        | 윤용태 | 3 |            |            |  |  |          |          |  |  |        |        |
|  |        | 구성훈 | 2      |   |            |            |  |  |          |          |  |  |        |        |
|  | 김윤중 | 구성훈 | 2      | 0 |            |            |  |  |          |          |  |  |        |        |
|  | 김윤중 |        |        | 0 |            |            |  |  |          |          |  |  |        |        |
|  | 구성훈 | 2      |        |   |            |            |  |  |          |          |  |  |        |        |
|  | 구성훈 | 2      | 이영호 | 3 |            |            |  |  |          |          |  |  |        |        |
|  |        |        | 이영호 | 3 |            |            |  |  |          |          |  |  |        |        |
|  |        | 이제동 | 0      |   |            |            |  |  |          |          |  |  |        |        |
|  | 차명환 | 이제동 | 0      | 2 |            |            |  |  |          |          |  |  |        |        |
|  | 차명환 |        |        | 2 |            |            |  |  |          |          |  |  |        |        |
|  | 진영화 | 1      |        |   |            |            |  |  |          |          |  |  |        |        |
|  | 진영화 | 1      | 차명환 | 2 |            |            |  |  |          |          |  |  |        |        |
|  |        |        | 차명환 | 2 |            |            |  |  |          |          |  |  |        |        |
|  |        | 김윤환 | 3      |   |            |            |  |  |          |          |  |  |        |        |
|  | 김윤환 | 김윤환 | 3      | 2 |            |            |  |  |          |          |  |  |        |        |
|  | 김윤환 |        |        | 2 |            |            |  |  |          |          |  |  |        |        |
|  | 정명훈 | 1      |        |   |            |            |  |  |          |          |  |  |        |        |
|  | 정명훈 | 1      | 김윤환 | 1 |            |            |  |  |          |          |  |  |        |        |
|  |        |        | 김윤환 | 1 |            |            |  |  |          |          |  |  |        |        |
|  |        | 이제동 | 3      |   | 3위 결정전 | 3위 결정전 |  |  |          |          |  |  |        |        |
|  | 전상욱 | 이제동 | 3      | 2 | 3위 결정전 | 3위 결정전 |  |  |          |          |  |  |        |        |
|  | 전상욱 |        |        | 2 |            |            |  |  |          |          |  |  |        |        |
|  | 허영무 | 1      |        |   |            |            |  |  |          |          |  |  |        |        |
|  | 허영무 | 1      | 전상욱 | 0 |            |            |  |  |          |          |  |  |        |        |
|  |        |        | 전상욱 | 0 |            |            |  |  |          |          |  |  |        |        |
|  |        | 이제동 | 3      |   |            |            |  |  |          |          |  |  |        |        |
|  | 신동원 | 이제동 | 3      | 1 |            |            |  |  |          |          |  |  |        |        |
|  | 신동원 |        |        | 1 |            |            |  |  |          |          |  |  |        |        |
|  | 이제동 | 2      |        |   |            |            |  |  |          |          |  |  |        |        |
|  | 이제동 | 2      |        |   |            |            |  |  |          |          |  |  |        |        |

## 특이사항
- 개막전이 열린 2010년 4월 1일 조지명식과 같이 스폰서 없이 진행하였다.
- 디펜딩 챔프 이제동이 32강 A조 2위로 16강 진출에 성공하여, 로스트사가 MSL 이후 이어져오던 디펜딩 챔프 32강 탈락 징크스가 깨졌다.
- 32강 마지막회차가 열리기 전 스폰서 결정이 되었으며 동시에 첫 증권사 스폰서(하나대투증권)
- 싸이언 MSL 승자결승 이후로 5전제 저그vs저그에서 3:2 스코어 발생 (8강 C조 김윤환vs 차명환)
- 이영호 최초 2회연속 양대 4강,결승 진출(EVER 스타리그 2009&NATE MSL 2009, 대한항공 스타리그 2010 Season 1&하나대투증권 MSL 2010)
- 이영호 4강에서 윤용태를 3:0으로 꺾으며 2010년 프로토스전 승률 약 93%를 기록 (2010년 5월 13일 기준)
- 아발론 MSL 4강 한상봉 vs 변형태 (한상봉 승) 이후 리버스스윕 발생 (8강 B조 윤용태 vs 구성훈 , 윤용태 승)
- 이제동 2연속 MSL 결승진출(통산 4회 MSL결승 진출)
- 양대 최초로 단일리그 2연속 동일 대진으로 결승전이 치러지는 최초의 사례
- 결승전 종료후 차기시즌 스폰서를 공개 (빅파일)
- 2연속 리쌍록 결승 성사
- 올드의자존심 전상욱 8강진출
- 이영호 생애 첫 MSL 우승
- 결승전 초대 가수 : 아이유

## 대회 결과
우승:이영호, 준우승:이제동, 3위:김윤환 · 윤용태
- 김윤환 : 2승 + 2승1패 + 3승2패 + 2승3패 = 9승6패 (60.0%)
- 윤용태 : 2승1패 + 2승1패 + 3승2패 + 3패 = 7승7패 (50.0%)